# المجابرة (سوهاج)
قرية المجابرة هي إحدى القرى التابعة لمركز جرجا بمحافظة سوهاج في جمهورية مصر العربية. حسب إحصاءات سنة 2006، بلغ إجمالي السكان في المجابرة 17219 نسمة، منهم 8901 رجل و8318 امرأة.